# The Carpenters

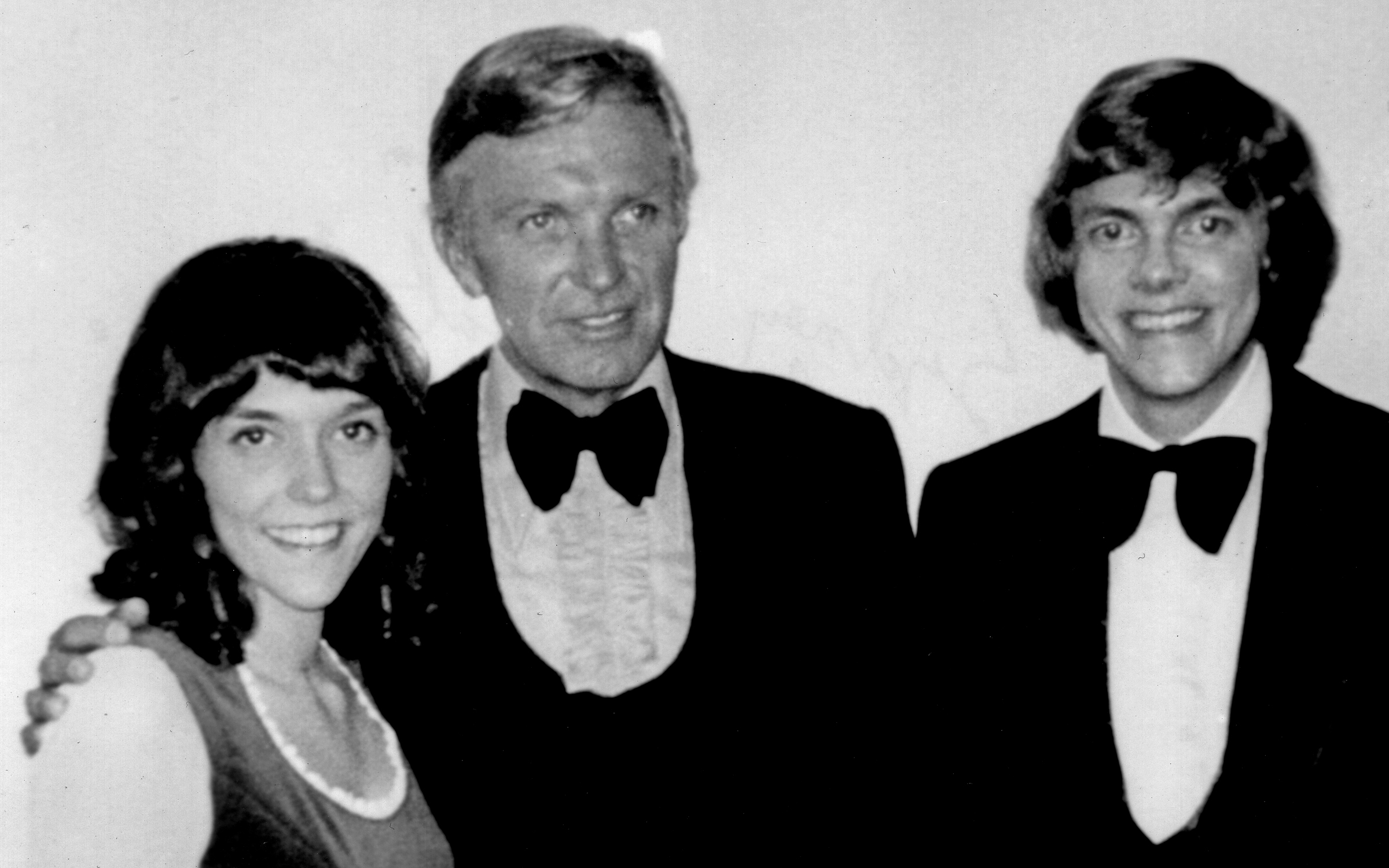
Karen és Richard, középen Frank Pooler (1926–2013), Karen zenetanára

A Carpenters (vagy The Carpenters) egy amerikai pop-rock duó volt. 1969-ben alakította meg a kaliforniai Downey-ban Karen és Richard Carpenter, egy testvérpár. A duó 1983-ban, Karen Carpenter halálával szűnt meg.

## Története
A Carpenters az 1970-es évek egyik legsikeresebb amerikai pop-rock zenekara, fennállásuk idején a kultuszuk a Beatlesével vetekedett, napjainkig több mint 100 millió albumot adtak el. A duó fennállása alatt tíz nagylemezt jelentetett meg, majd posztumusz kiadásban négy további stúdióalbumuk is piacra került. Az 1970–1980-as években a duó zenéje köszönő viszonyban sem volt azokkal az áramlatokkal, amelyek ekkoriban meghatározónak bizonyultak a pop és a rock világában, mégis minden albumuk platinalemezzé vált, Karent pedig a Rolling Stone magazin és a National Public Radio a világ legjobb énekesnőjének kiáltotta ki. Népszerűségük ellenére több kritikát is kaptak a túlzottan romantikus és érzelgős szövegeik miatt. A második nagylemezük (Close to You) bekerült az 1001 lemez, amit hallanod kell, mielőtt meghalsz című könyvbe.
Paul McCartney szerint Karen volt „a világ legjobb énekesnője: különleges, egyedi hang és elképesztő dallamérzék birtokosa”. Barbra Streisand pedig úgy méltatta őt, hogy „a legjobb énekesnő, akit valaha hallottam; azért találták fel a mikrofont, hogy ő énekeljen bele”. Karen úgy nyilatkozott magáról, hogy ő „egy dobos, aki kényszer hatására a hangjából él”. A Playboy magazin 1975-ös közönségszavazásán, a legjobb pop- és rockdobosok éves listáján az 1. helyen végzett, maga mögé utasítva a 2. helyezett John Bonhamet, a Led Zeppelin dobosát.
Karen Carpenter az egyike azon hírességeknek, akik felnőttkori anorexia következtében vesztették életüket. A pályafutásáról, életéről és a betegségéről több dokumentumfilm, 1989-ben pedig egy játékfilm készült, The Karen Carpenter Story címmel, Cinthya Gibb főszereplésével.

## Diszkográfia/Stúdióalbumok
- Ticket to Ride (1969)
- Close to You (1970)
- Carpenters (1971)
- A Song for You (1972)
- Now and Then (1973)
- Horizon (1975)
- A Kind of Hush (1976)
- Passage (1977)
- Christmas Portrait (1978)
- Made in America (1981)
- Voice of the Heart (1983)
- An Old-Fashioned Christmas (1984)
- Lovelines (1989)
- As Time Goes By (2004)